# 运河西街道
运河西街道，是中华人民共和国天津市武清区下辖的一个乡镇级行政单位。

## 行政区划
运河西街道下辖以下地区：
和平里社区、泉州东里社区、泉州西里社区、颐安东社区、广厦东里社区、广厦南里社区、广厦北里社区、西苑社区、光明社区、松鹤园社区、福苑社区、平安里社区、雍馨花园社区、北郑庄村、十街村、五街村、六街村、七街村、八街村、九街村和夹道社区。